# Ігнатєвське (Новгородська область)
Ігнатєвське (рос. Игнатьевское) — присілок в Мошенському районі Новгородської області Російської Федерації.
Населення становить 3 особи. Входить до складу муніципального утворення Догловське сільське поселення.

## Історія
Від 2004 року входить до складу муніципального утворення Догловське сільське поселення.

## Населення
| 2010 |
| ---- |
| 3    |